# Список гор острова Бали
Ниже приведён список гор острова Бали, Индонезия.

## А
- Абанг — самая высокая точка на краю кальдеры Батур и на высоте 2151 м — третья по высоте на всем Бали. Он расположен к востоку от озера Батур. Абанг когда-то был частью первоначальной горы Батур, но когда этот доисторический вулкан высотой 4000 метров испытал катастрофическое извержение, от него осталась только огромная кальдера и небольшой конус современного вулкана Батур. Абанг не является популярной вершиной среди альпинистов, хотя это относительно нетрудное восхождение.
- Аденг — спящий стратовулкан в бедугульском вулканическом районе. Он имеет высоту 1826 метров.
- Агунг — самая высокая гора Бали (3148 м). Расположена в центрально-восточной части острова. В геологическом отношении Агунг является активным стратовулканом, неоднократно извергавшимся в недавнем прошлом. Наиболее значимое извержение относится к 1963 году. Согласно балийской индуистской религии, Агунг является самой священной из гор и домом для крупнейшего храма Бали, Бесаких. Агунг популярен у альпинистов.

## Б
- Батукару (иногда пишется Батукау) вторая по величине горой Бали, 2276 м. Это самый высокий пик в бедугульском вулканическом районе, находится в состоянии покоя. Батукару является священной горой для балийцев, ему посвящён храм Лухур Батукару. Батукару относительно непопулярен среди альпинистов, поскольку он покрыт густым лесом, который ограничивает вид. У Батукару есть кратер, самый большой на Бали. Кратер открывается на южной оконечности, из него вытекает река Мава. Благодаря этому Батукару получил своё название, которое означает «кокосовая скорлупа» на балийском.
- Батур — небольшой стратовулкан на севере центральной части Бали. Он имеет несколько кратеров, максимальная высота 1717 м. Батур лежит в большой кальдере, остатки катастрофического доисторического извержения вулкана, высота которого когда-то была более 4000 метров. Батур остается активным по сей день и извергался более 20 раз за последние два столетия. Крупные извержения произошли в 1917, 1926 и 1963 годах (в тот же год, что и извержение вулкана Агунг), что делает Батур самым активным вулканом на Бали. Батур является популярной среди туристов горной тропой. Термин «Батур» часто относится ко всей кальдере, включая Абанг, третий по величине пик Бали, который расположен на краю кальдеры.

## К
- Катур (иногда называется Кату) — самая высокая точка на краю кальдеры Бедугул, четвёртая по высоте вершина на Бали (2096 м). Расположен к востоку от Данау Братан и довольно популярен среди альпинистов, несмотря на густой лес, который покрывает его.

## Л
- Лесонг — это спящий стратовулкан в бедугульском вулканическом регионе, к югу от озера Тамблинган. Имеет большой кратер, чуть более половины размера Агунга. Самая высокая точка Лесонга — 1865 м. Альпинисты избегают восхождений на эту гору из-за длинного перехода через густые джунгли на пути к вершине.
- Лемпуян (также называется холмом Белибис) — гора на самой восточной оконечности Бали, к востоку от горы Агунг. Самая высокая точка, 1058 м, находится на южном краю кальдеры. Храм Лемпуянг (или Пура Лухур Лемпуянг), один из девяти основных храмов Бали, расположен на западных склонах горы Лемпуянг.

## П
- Похон — спящий стратовулкан в Бедугульском регионе к юго-западу от Бедугула. Высота 2063 м делает его шестым по высоте на Бали.
- Прапат-Агунг — небольшая гора на полуострове в северо-западной оконечности Бали. Он является частью национального парка Бали-Барат и имеет высоту 322 метра. Прапат Агунг состоит в основном из известняка, что делает его одним из трех мест добычи этого минерала на Бали (остальные два — полуостров Букит и остров Нуса-Пенида.

## С
- Сенгаянг — это спящий стратовулкан в бедугульском вулканическом районе. Его максимальная высота составляет 2087 м, что делает его пятым по величине на Бали. Сенгаян почти полностью игнорируется альпинистами из-за его изолированного расположения к северу от вершины Батукару, к западу от вершин Аденг и Поэн и к югу от вершины Лесонг.